# Crisi del ruble del 2014-2015

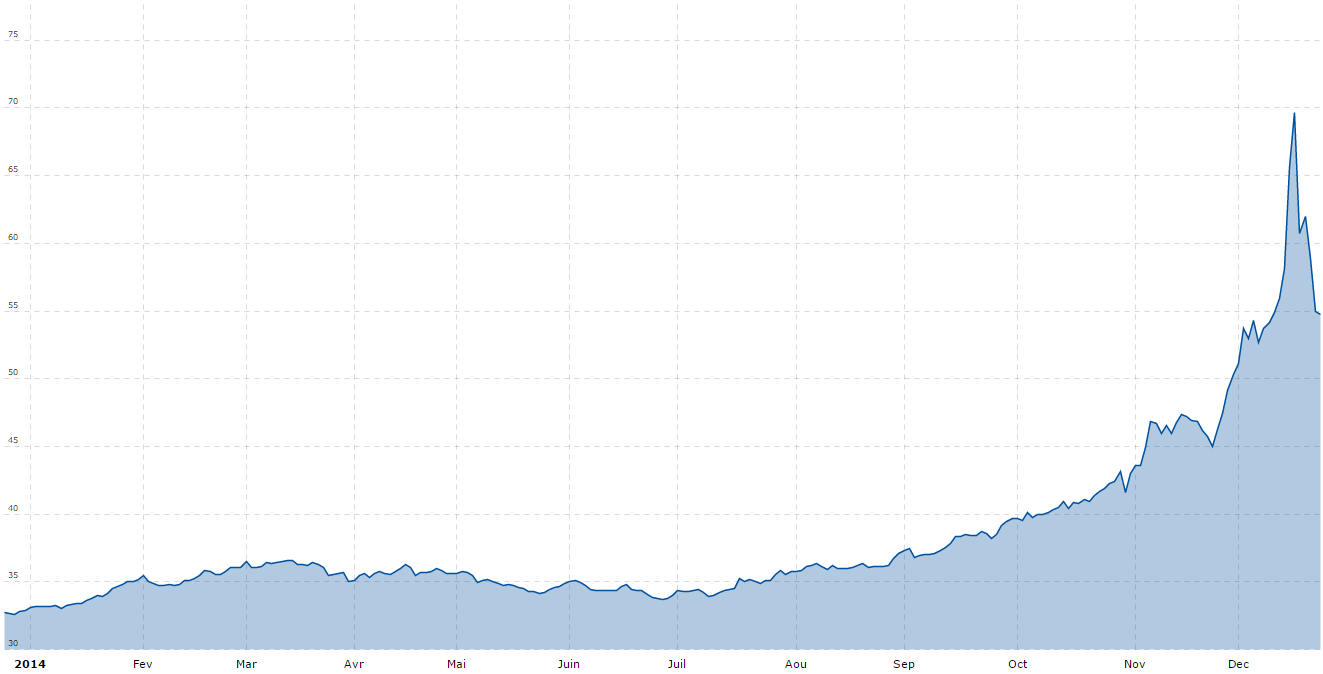
Rubles russos/1 dòlar americà, des del 23 de desembre del 2013 al 2014

La crisi del ruble rus del 2014 va esclatar cap al mes de juliol del 2014 a Rússia i es va accentuar fortament cap al principi del mes de desembre del mateix any. Aquesta crisi financera té com a causa la baixada del petroli, l'especulació contra el ruble rus i les sancions econòmiques de la Unió Europea contra Rússia i com a represàlia de la guerra a Ucraïna, fruit de l'Euromaidan. Sent el petroli el 50% dels ingressos de Rússia i els dos terços de l'exportació, es pot entendre la baixada de la monada.